# Edmond Garcia

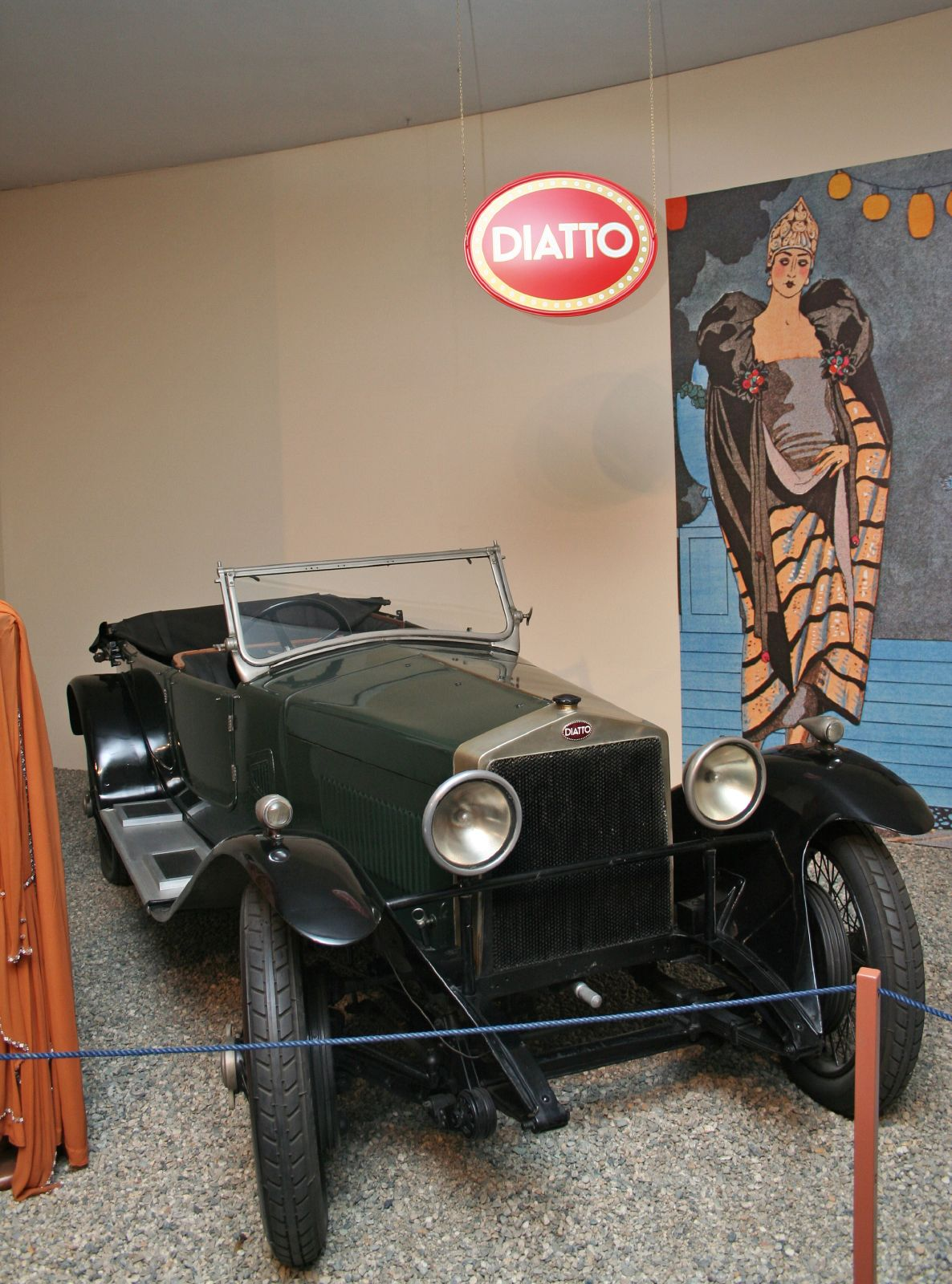
Diatto 30 wie ihn Edmond Garcia beim 24-Stunden-Rennen von Le Mans 1925 fuhr

Edmond Antonio Garcia Gutiérrez (* 1887 in Paris; † Juli 1957 in Barcelona) war ein französischer Autorennfahrer.

## Karriere
Edmond Garcia war in seiner Karriere einmal beim 24-Stunden-Rennen von Le Mans am Start. 1925 fuhr er gemeinsam mit dem Italiener Mario Botto einen Diatto 30 an die elfte Stelle der Gesamtwertung.

## Statistik

### Le-Mans-Ergebnisse
| Jahr | Team                                   | Fahrzeug       | Teamkollege | Platzierung | Ausfallgrund |
| ---- | -------------------------------------- | -------------- | ----------- | ----------- | ------------ |
| 1925 | Societa Anonima Autocostruzioni Diatto | Diatto Tipo 30 | Mario Botto | Rang 11     |              |